# Volodymyr Onysjtsjenko
Volodymyr Onysjtsjenko (Oekraïens: Володимир Іванович Онищенко) (Stetsjanka, 28 oktober 1949) is een voormalig Oekraïens voetballer en trainer. Als speler kwam hij uit voor de Sovjet-Unie en was in die tijd bekend onder zijn Russische naam Vladimir Onisjtsjenko.

## Biografie
Hij begon zijn carrière bij Dynamo Kiev in 1970. Na een jaar en een landstitel maakte hij de overstap naar Zarja Loegansk en speelde daar twee jaar en keerde dan terug naar Dynamo, waarmee hij nog drie titels en twee bekers won. In 1975 bereikte hij met zijn club de finale van de Europacup II tegen het Hongaarse Ferencváros, waarin hij twee keer scoorde, het werd 3-0. Later dat jaar veroverde het team ook de UEFA Super Cup tegen Bayern München.
Van 1972 tot 1977 speelde hij 44 keer voor het nationale elftal. In 1972 stond hij met zijn land in de EK-finale tegen West-Duitsland, die ze met 0-3 verloren. In 1972 en 1976 nam hij met de Olympische selectie deel aan de Olympische Zomerspelen en won er telkens de bronzen medaille.
Na zijn spelerscarrière werd hij trainer.